# Lloyd Price
Pour les articles homonymes, voir Price.
Ne doit pas être confondu avec Loyd Price.
Lloyd Price est un chanteur américain de rhythm and blues, né à Kenner (Louisiane) le 9 mars 1933, et mort le 3 mai 2021 à New Rochelle (État de New York). Il a été populaire à la fin des années 1950 et dans les années 1960.

## Biographie
Lloyd Price grandit dans la banlieue de La Nouvelle-Orléans où il forme son premier orchestre avec son frère Leo (qui composera Send Me Some Lovin' avec Little Richard. À l'âge de dix-sept ans, il est découvert par Art Rupe, qui décide alors de déménager son label, Specialty, en Louisiane.
Lawdy Miss Clawdy, son premier enregistrement en 1952, se classe en tête des charts rhythm and blues et est repris par Elvis Presley. Après quelques autres succès, Price est appelé sous les drapeaux pour servir au Japon et en Corée.
À son retour, il s'installe à Washington, où il fonde son propre label Kent (KRC). Jusqu'en 1963, il classe dix titres dans le Top 40, parmi lesquels Just Because (1957), Personality, une chanson reprise en français par Sacha Distel (1959), et surtout Stagger Lee (1958), № 1 en février 1959. Il enregistre désormais pour la firme ABC-Paramount.
Lloyd Price crée encore trois autres maisons de disques : Double-L (1963), Turntable (1968) et LPG. Il ouvre aussi un club à La Nouvelle-Orléans (Turntable) et se spécialise dans l'organisation de concerts. En 1993, il participe à une tournée en compagnie de Little Richard et Jerry Lee Lewis.
Il figure au Rock and Roll Hall of Fame depuis 1998. Stagger Lee est classée 456e parmi les 500 plus grandes chansons de tous les temps selon Rolling Stone du magazine Rolling Stone.
Il meurt le 3 mai 2021 des suites de complications du diabète.

## Discographie
Albums vinyls
- Lloyd Price Now ! - 1969 - JAD S7-306
- Walkin' the Track, Speciality, 1990
- Personality Plus, Speciality, 1990
- His Originals, Fantasy
- 16 Hits of...
- Lawdy Miss Clawdy, Ace, 1995

CD
- Lloyd Price : His Originals, Speciality, 1989
- Greatest Hits, Pair, 1990
- Stagger Lee, Collectables, 1992
- Lloyd Price sings his Big Ten, Curb, 1994
- Vol. 2 : Heavy Dreams, Speciality, 1994
- Greatest Hits : The Original ABC Paramount, MCA, 1994
- Body with No Body, Moms, 1998
- Mr Personality, Sba, 1999
- The Exciting, Sba, 1999
- Christmas Classics, Prestige, 2002
- Millenium Collection, Universal, 2002
- Classics : 1952-1953, Nad, 2004
- Lawdy !, Fantasy, 2005
- Speciality Profiles, Speciality, 2006
- Great, Goldies, 2006
- 16 Greatest Hits, Passport Audio, 2006